# Змеёвка болгарская
Змеёвка болгарская (лат. Cleistogenes bulgarica) — многолетний дерновинный злак, вид рода Cleistogenes, ранее относившийся к ныне расформированному роду Змеёвка (Diplachne). В российской литературе обычно принимается в качестве отдельного вида, зарубежные же учёные нередко объединяют змеёвку болгарскую с видом Змеёвка поздняя (Cleistogenes serotina).

## Описание
Многолетнее растение, образует дерновины. Корневище ползучее, тонкое. Стебли очень тонкие — 1 мм толщиной, до 60 см в высоту, гладкие и голые, окрашенные в красно-фиолетовый цвет. Листья линейно-ланцетные, шероховатые, с остро-шершавым краем. Лигула очень короткая.
Колоски 6—8 мм длиной, собраны в метёлку до 8 см длиной, из 1—3 цветков, зеленовато-сероватые. Колосковые чашечки 2,5—4,5 мм, цветковая чашечка линейно-ланцетная, переходящая в ость, по краям с волосистым опушением.
Цветёт в июле — сентябре.

## Экология и распространение
Произрастает по сухим склонам на каменистых почвах.
Распространена на Балканском полуострове, в Малой Азии, в Предкавказье и Закавказье, в бассейне Нижнего Дона и Причерноморье, в бассейне Среднего Днепра.
Внесена в Красную книгу Республики Калмыкия в категорию 3 — «редкие виды».

## Таксономия

### Синонимы
- Cleistogenes maeotica Klokov & Zoz, 1940
- Cleistogenes serotina subsp. bulgarica (Bornm.) Tutin, 1978
- Diplachne bulgarica (Bornm.) Bornm., 1890
- Diplachne serotina subsp. bulgarica Bornm., 1888basionym
- Kengia bulgarica (Bornm.) Packer, 1960
- Kengia maeotica (Klokov & Zoz) Packer, 1960